# 村上春樹 (国文学者)
村上 春樹（むらかみ はるき、1937年 - ）は、日本の国文学者。『将門記』の研究で知られる。
早稲田大学教育学部国語国文学科国語学専攻卒業。横浜市立戸塚高等学校国語科教諭、横浜市立桜丘高等学校副校長を経て定年退職。横浜市立図書館嘱託となり、任期終了後は各地の文化講座などで講師を務める。元千葉県立関宿城博物館客員研究員。東洋史家宮澤正順とは、戸塚高校在職時の同僚。神奈川県在住。
『ノルウェイの森』などで知られる作家の村上春樹とは同姓同名で出身大学も同じであることから、混同されることがある。

## 著作

### 単著
- 『平将門伝説一覧』私家版、1993年
- 『平将門伝説』汲古書院、2001年
- 『将門記新解』汲古書院、2004年
- 『平将門伝説ハンドブック』公孫樹舎、2005年

### 論文
- 「『将門記』の文章」和漢比較文学会編『軍記と漢文学』汲古書院、1993年
- 「平将門伝説の展開」梶原正昭・梶原正昭先生古稀記念論文集刊行会編『軍記文学の系譜と展開-梶原正昭先生古稀記念論文集-』汲古書院、1998年
- 「〈日本文化の風土〉平将門祭祀の伝説」『古典遺産』50、2000年
- 「『将門記』の読みについて」『古典遺産』52、2002年
- 「『将門記』の叙述と文飾」宮澤正順博士古稀記念論文集刊行会編『東洋-比較文化論集-宮澤正順博士古稀記念』青史出版、2004年
- 「『将門記』注釈補訂」『古典遺産』55、2005年